# Louis-Philippe Crépin
Louis-Philippe Crépin (Parigi, 1772 – Parigi, 26 novembre 1851) è stato un pittore francese.
Nominato "Pittore della Marina", dipinse soprattutto navi e battaglie navali, e fu uno dei primi pittori a dedicarsi a questo genere.

## Biografia
Nato a Parigi, ma appassionato di velieri, a vent'anni si arruolò in marina e per quattro anni fece vita di mare, come gabbiere e in seguito anche timoniere. Tornato a terra scelse la via dell'arte studiando con Joseph Vernet (1714-1789), dal quale apprese la tecnica della pittura delle "marine", ma fu anche allievo di Hubert Robert (1733-1808), che lo introdusse alla pittura paesaggistica.  Iniziò ad esporre i suoi lavori al Salon del 1796 con l'opera La sortie du port de Brest e continuò ad esporre in modo discontinuo sino al 1835.
Il suo quadro "Combat de la frégate française La Bayonnaise contre la frégate anglaise l’Embuscade 14 décembre 1798" fu certamente il più famoso, anche perché commissionatogli da Napoleone Bonaparte per il Palazzo delle Tuileries di Parigi e venne esposto al Salon del 1801.
All'inizio l'opera fu sistemata nel primo salotto dell'imperatrice Giuseppina, nel castello di Saint-Cloud; in seguito, nel 1834, sotto Luigi Filippo, venne trasferita a Versailles. Dal 1935 è conservata nel Museo nazionale della marina (Parigi).
Nel 1817 Crépin indirizzò al ministro della Marina e delle Colonie una lettera nella quale diceva di se stesso: ...incaricato da oltre vent'anni di dipingere soggetti marinari per il Governo e, in particolare, per il Ministero della Marina.... Ciò pone in evidenza il lungo e costante impegno ufficiale che Crépin aveva con lo Stato, di ritrarre velieri e battaglie. Peraltro, sembra che egli avesse un atelier proprio presso il Ministero.
In un'altra lettera del 1832 Crépin chiese che gli fosse conferita la Légion d'Honneur in quanto ...[sono] pittore artista della Marina per decisione ministeriale. Dal 1793 ho costantemente servito e lavorato per la Marina, anche a bordo di navi da guerra come marinaio di manovra e come timoniere.... Questa richiesta, fatta due anni dopo la sua nomina a Pittore della Marina, trova forse giustificazione anche in un torto subito dall'artista nel 1817, quando era stato scartato in occasione del concorso per pittore accreditato, al fine di favorire la nomina di Louis Garneray.
Quando, nel 1830, Crépin venne nominato uno dei due primi pittori del Dipartimento della Marina (assieme a Théodore Gudin), aveva già 58 anni e la sua carriera sembrava avviarsi al declino. Partì allora con la spedizione di Algeri assieme ad artisti assai più giovani, come Théodore Gudin, Eugène Isabey, Léon Morel-Fatio. Fu il suo allievo Jean-François Hue ad essere designato a continuare la serie dei Porti di Francia iniziata da Joseph Vernet.
Nel 1836 Crépin smise di esporre e terminò in pratica la sua carriera. Morì a Parigi all'età di 79 anni.

## Opere scelte

### Quadri
- Le Havre, vue de la mer, Museo d'arte moderna André Malraux, Le Havre
- Allégorie du retour des Bourbon en France, invent. MV 8561. Museo de l'Histoire de France[1].
- Paysage, pêcheurs au bord d'une rivière, Tours, Museo di belle arti[2]
- Un port italien, Tours, Museo di belle arti
- Chasse à courre, Dole, Museo di belle arti
- Le Chien du naufragé, Digione, Museo nazionale Magnin
- Napoléon Ier et L'impératrice Marie-Louise assistant au défilé de l'escadre de L'amiral Troude le 30 mai 1811 en rade de Cherbourg, Rueil-Malmaison. Museo nazionale dei castelli della Malmaison e di Bois-Préau.

Opere conservate nel Museo nazionale della marina (Parigi):
- 1799, Combat de la corvette française la Bayonnaise contre l’Embuscade, opera preparatoria. Invent. 27 OA 122
- 1800, Cinquième combat de la Loire, vendémiaire an VII, Invent. 31 OA 2
- 1801, Combat de la corvette française la Bayonnaise contre l’Embuscade, Invent. 9 OA 17
- 1806, Le Redoutable à Trafalgar, Invent. 9 OA 120
- 1819, Combat de la Poursuivante contre l'Hercule, 1803, Invent. 9 OA 146
- 1822, La rade de Cherbourg, Invent. 9 OA 78
- 1822, Sauvetage de la gabare l’Alouette, Invent. 9 OA 160

### Illustrazioni
- Episodes maritimes, opera illustrata con 20 tavole di Garneray, Gudin, Biard, Isabey, Crépin, Verly, Barry, incise da Chavane, Skelton, Burdet, Cholet, Kernot, Paris, Victor Lecou.

## Galleria d'immagini

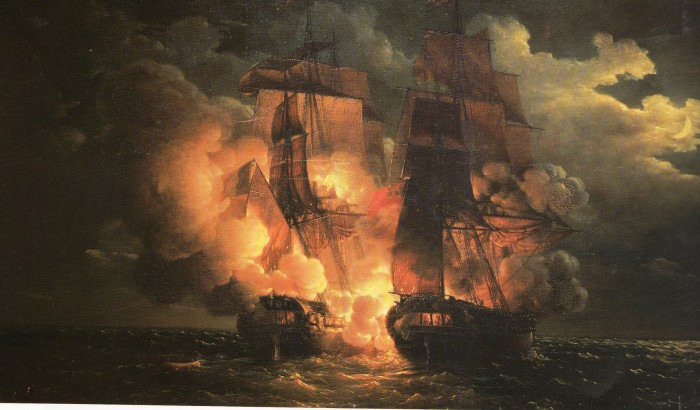
L'Aretuse contro l'Amelia
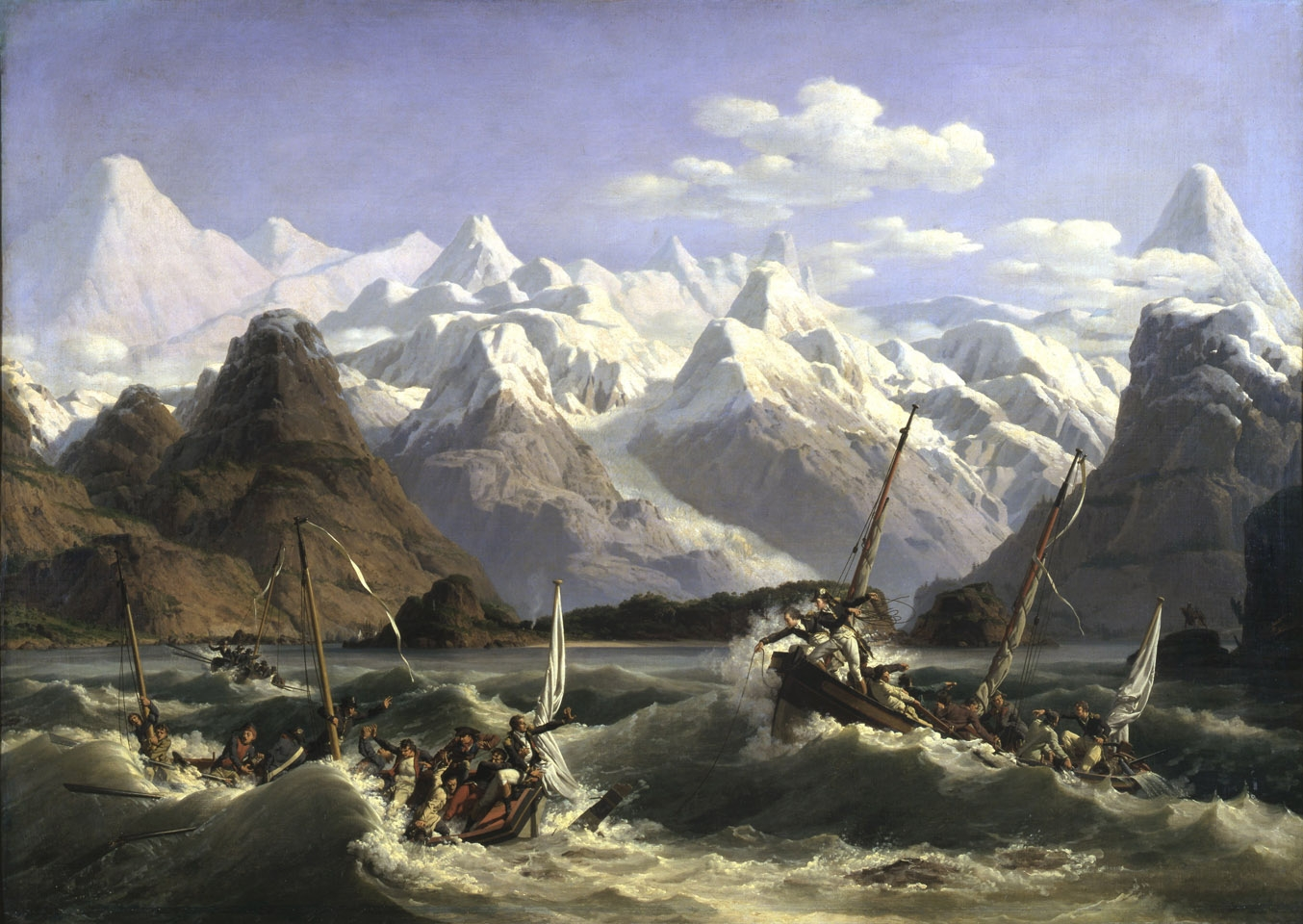
Il naufragio delle scialuppe de La Pérouse
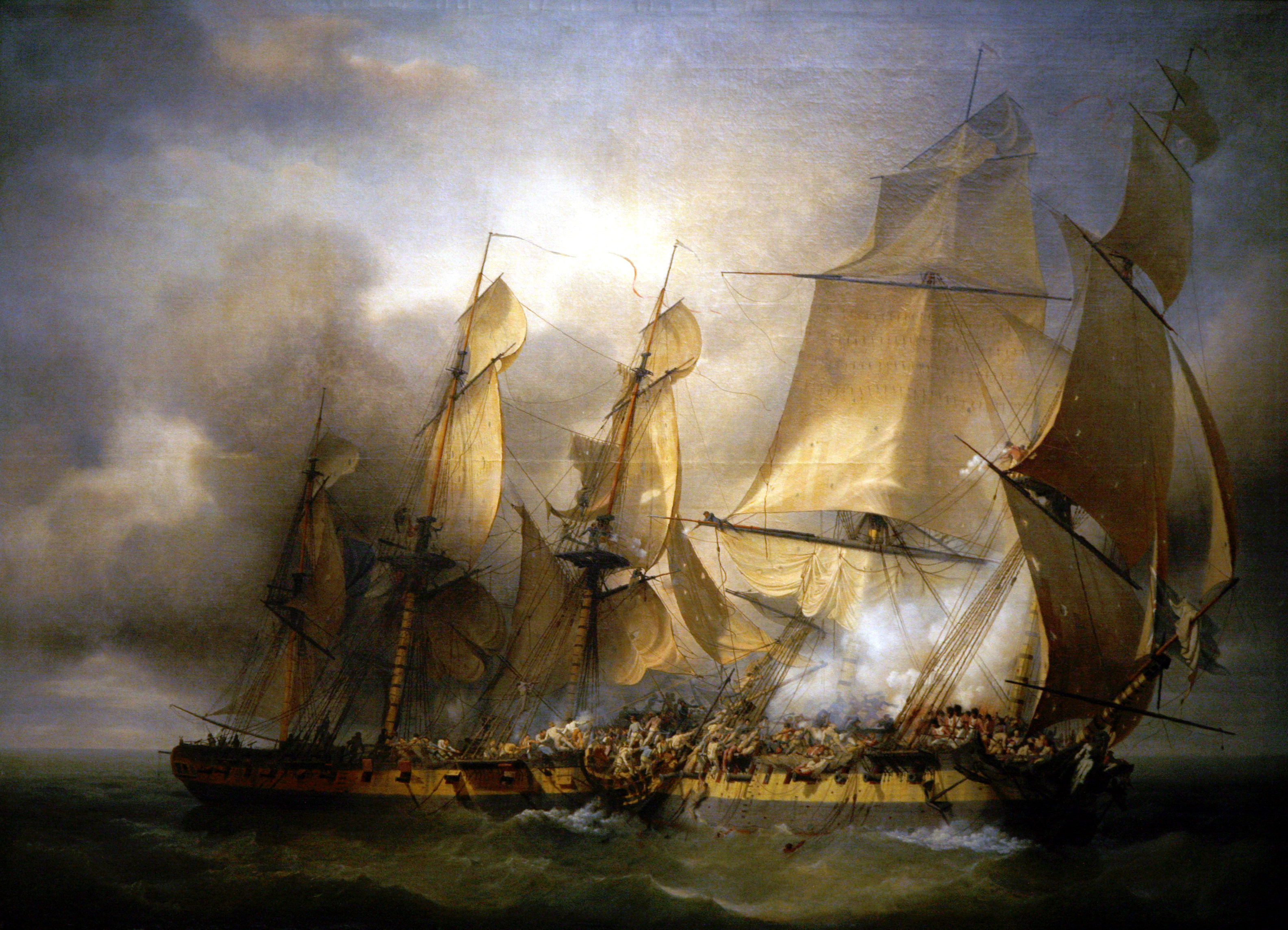
La Bayonnaise abborda l'Embuscade

## Altri progetti

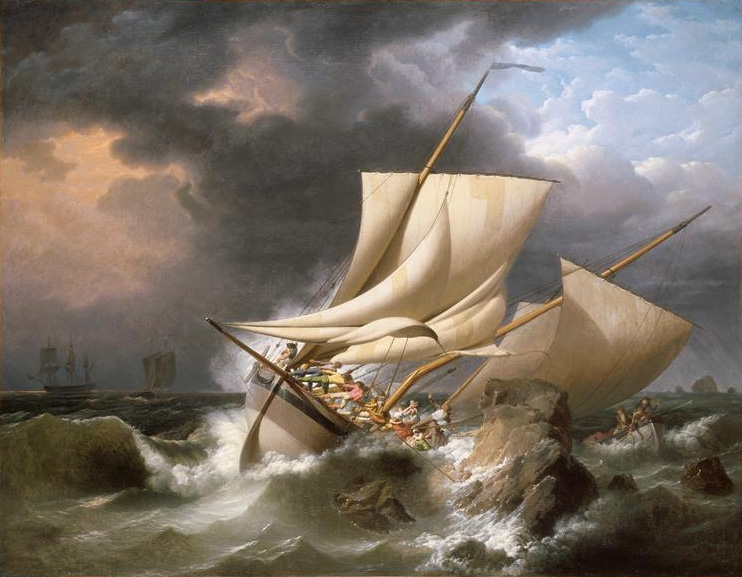
Naufragio